# Église Notre-Dame-de-l'Assomption d'Arbrissel
L’église Notre-Dame-de-l’Assomption d’Arbrissel est une église paroissiale vouée au culte catholique dans la commune d'Arbrissel en Ille-et-Vilaine. C'est un monument historique inscrit depuis le 2 février 1987,.
Dès la fin du IXe siècle, il est fait mention d'une église paroissiale à Arbrissel. À la fin du XIe siècle, l'église est donnée comme prieuré à l'abbaye de la Roë par Robert d'Arbrissel, fondateur de l´abbaye royale de Fontevraud et natif de la paroisse. Elle redevient paroissiale après la Révolution française.

## Description

### Extérieur
L'église est bâtie aux  XIe et XIIe siècles et remaniée aux XVIe siècle, XVIIe siècle et XVIIIe siècle. La façade présente encore des dispositions d'origine : fenêtre de plein cintre au dessus d'un arc, surmontée d'une frise de modillons sculptés, contreforts plats latéraux. Elle a été dotée d'un nouveau portail au XVIe siècle et renforcée par deux massif contreforts triangulaires, qui se retrouvent le long du mur nord de la nef et autour de l'abside. Un clocher de charpente se dresse à l'extrémité est de la nef. La sacristie date du XIXe siècle.

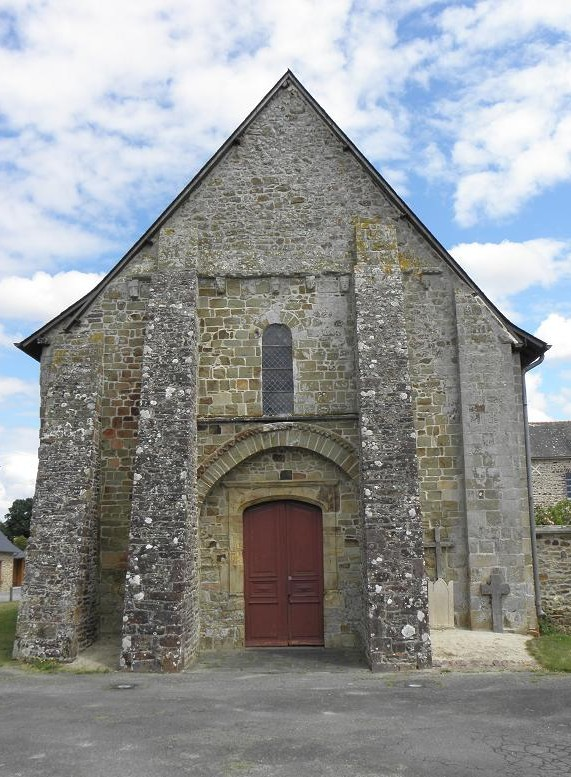
Façade ouest.
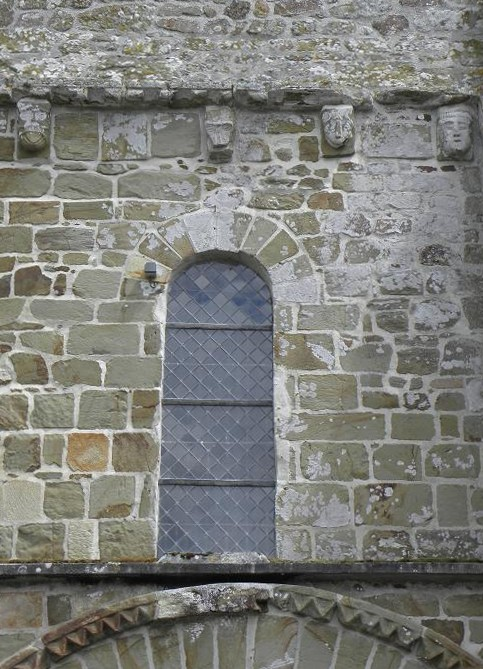
Détail de la façade.
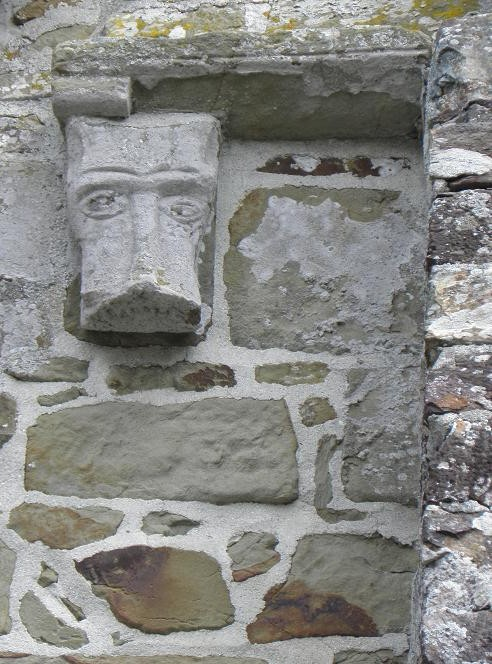
Modillon sculpté.
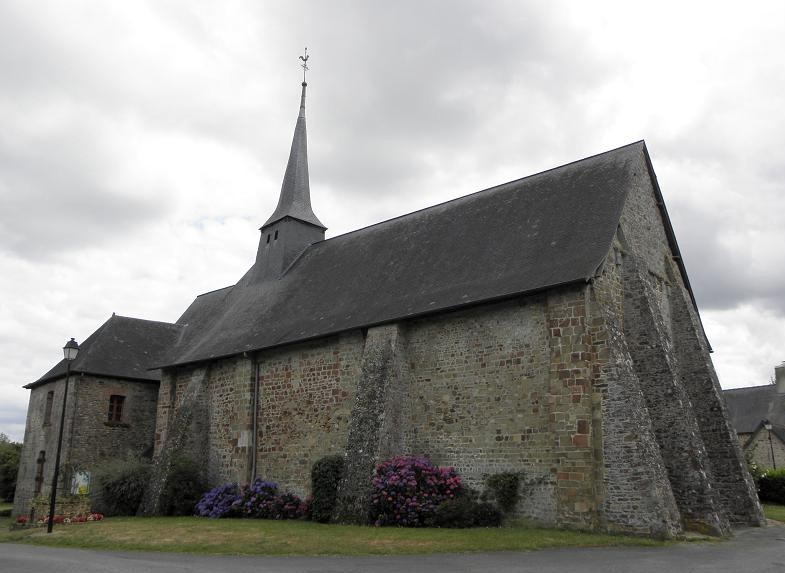
Mur nord.
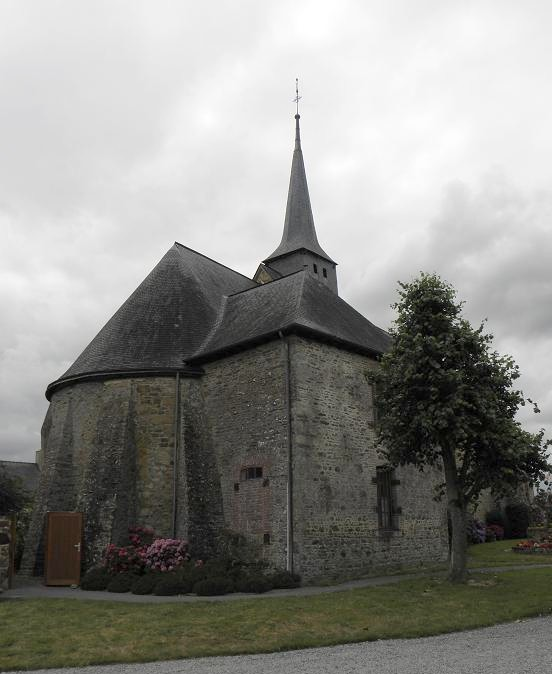
Chevet.
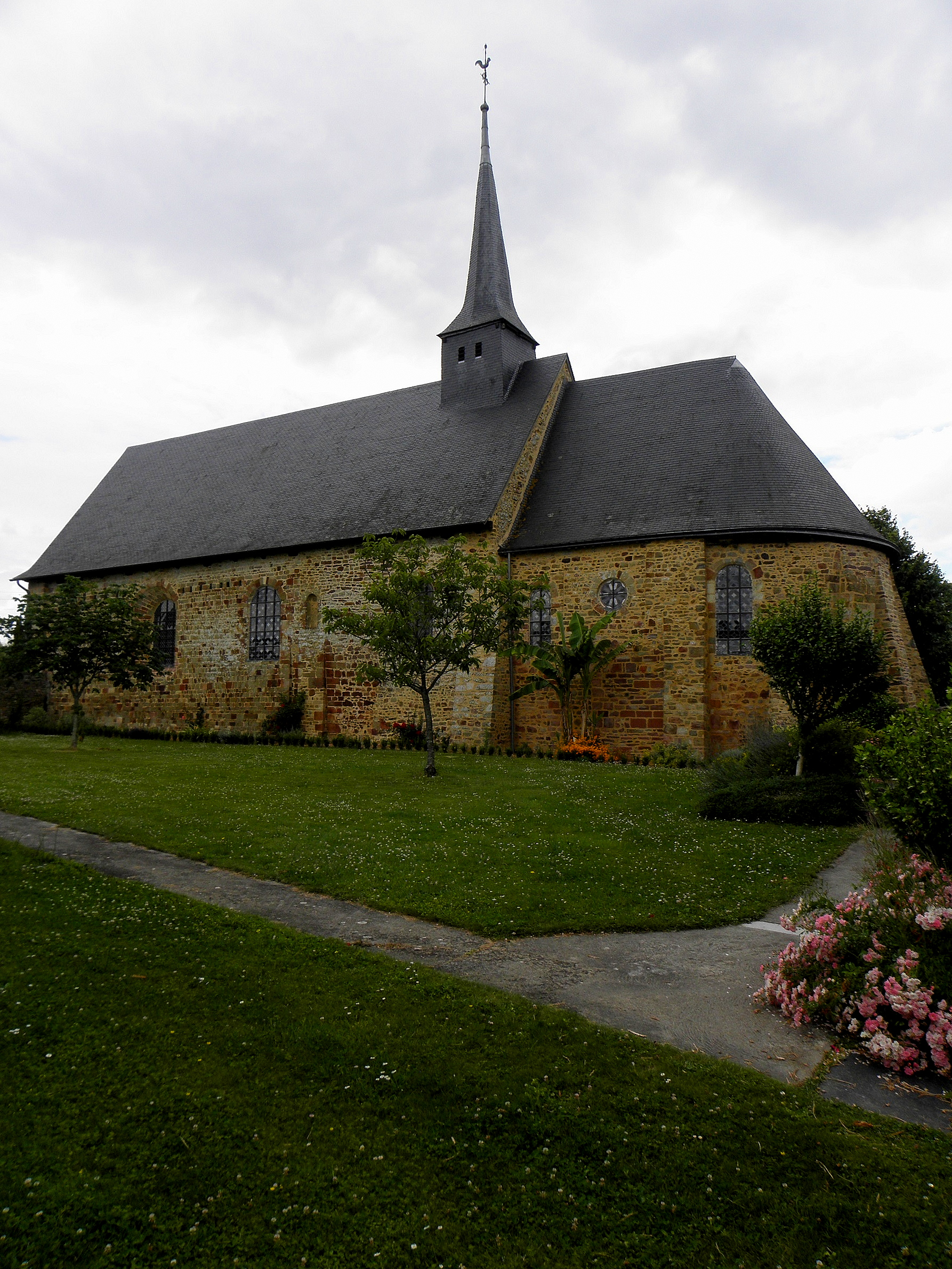
Mur sud.

### Intérieur
Entièrement couvert de charpente, l'édifice d'un plan très simple présente une nef à vaisseau unique séparée du chœur par un arc à simple rouleau de faible dimension, percé dans le grand mur diaphragme. Celui-ci est précédé d'un appareil en charpente supportant le clocher, formé de deux supports et d'une poutre horizontale reliés par des étais de triangulation. Le chœur profond, légèrement plus étroit et plus bas que la nef, se termine en hémicycle.

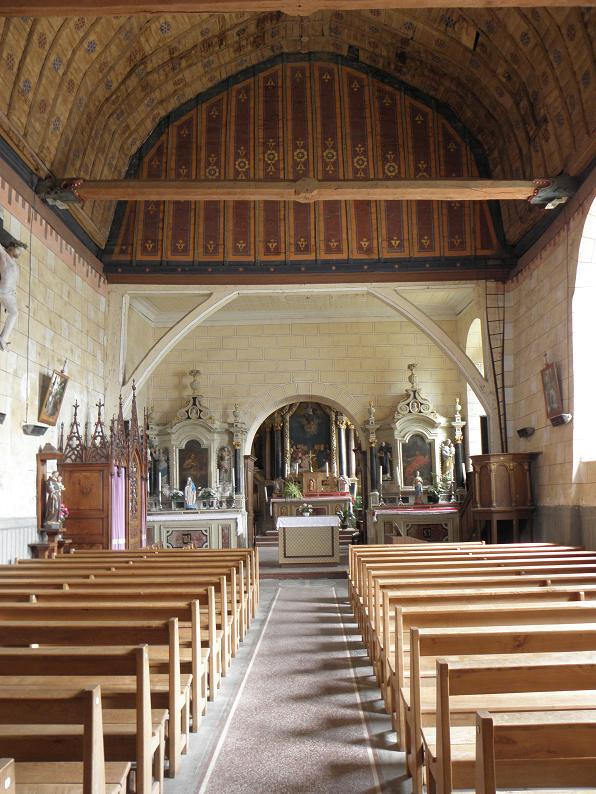
Nef.
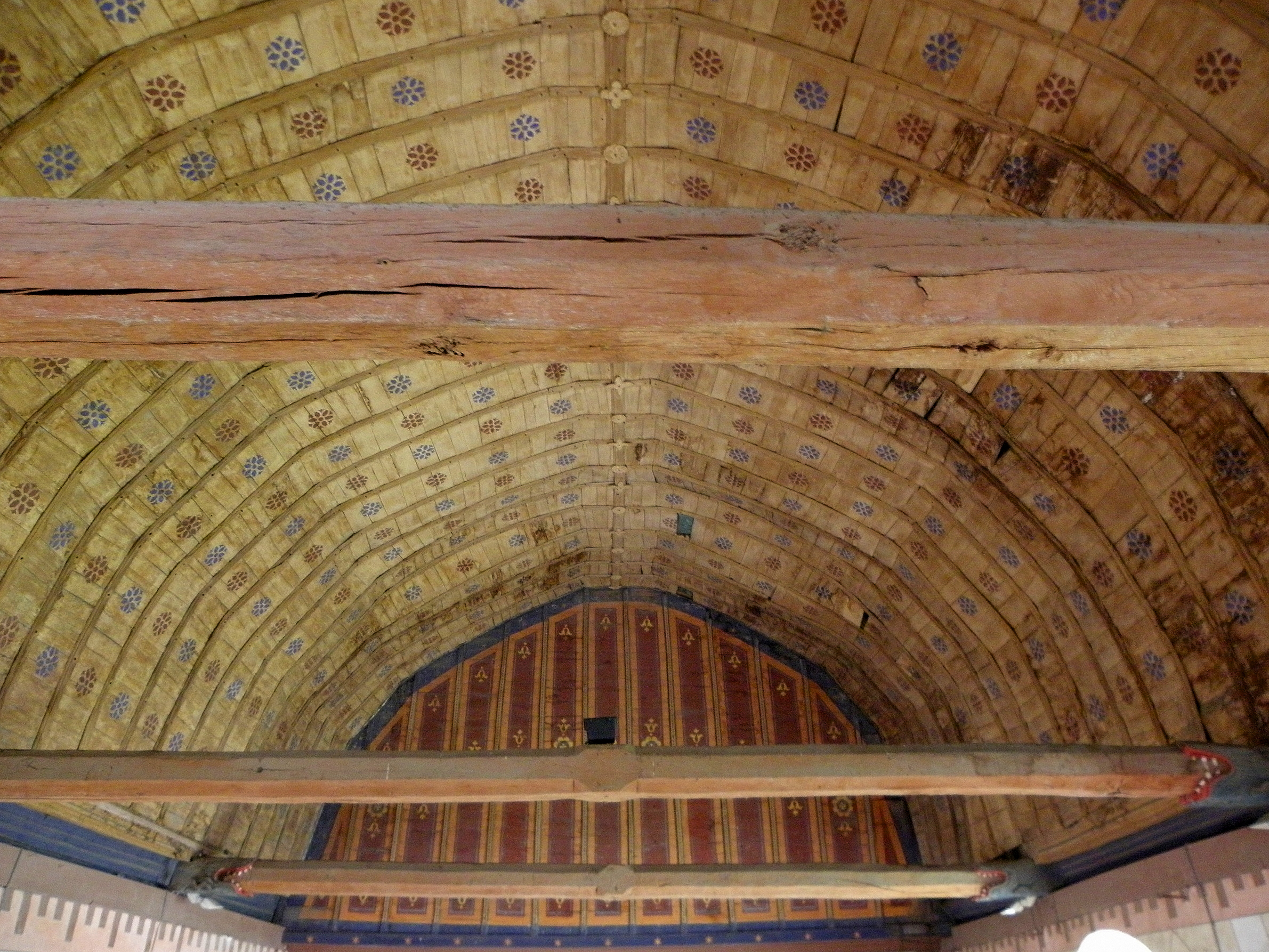
Plafond.
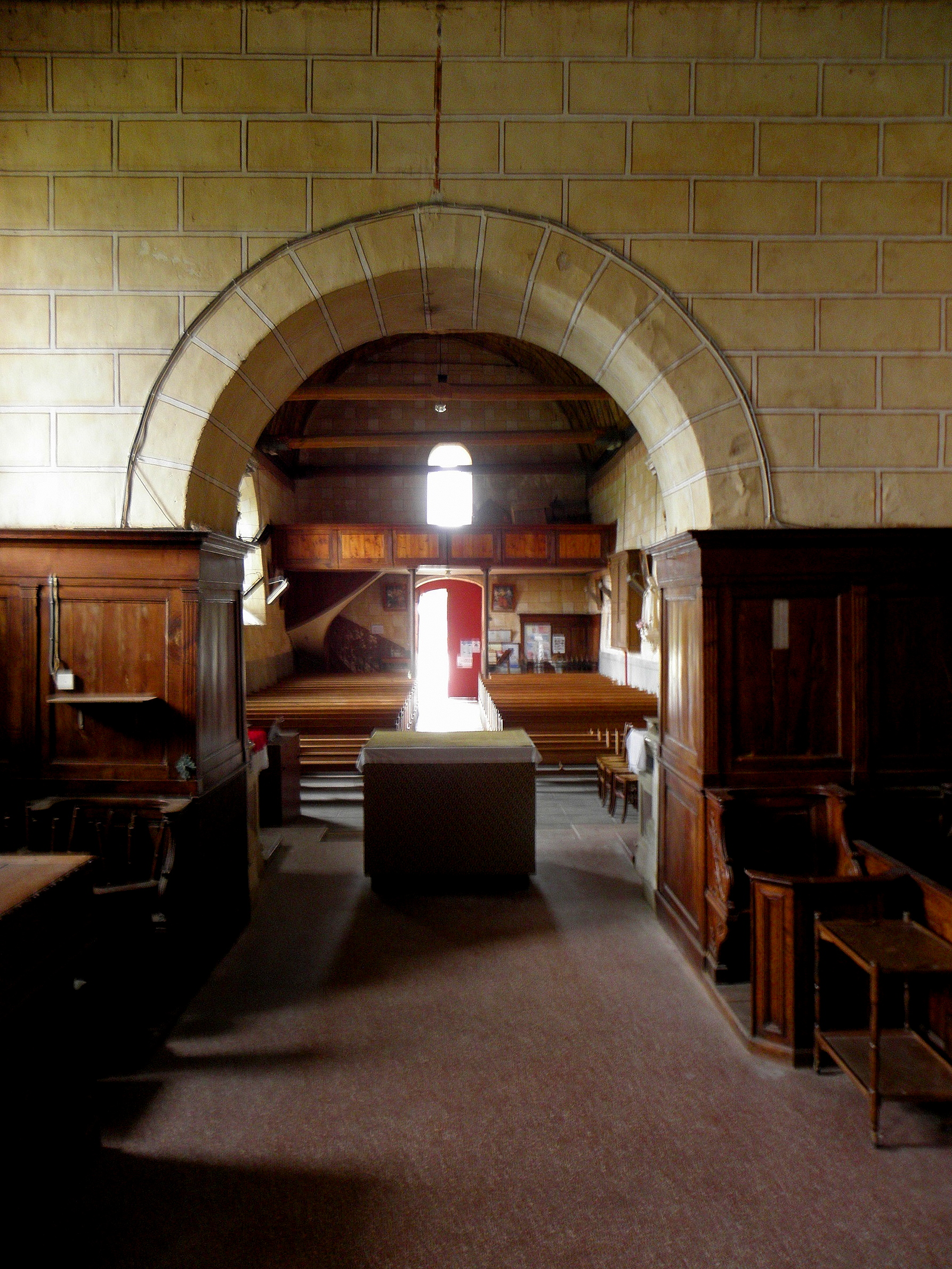
Arc dans le mur diaphragme.
Chœur.

### Mobilier
L'église contient plusieurs objets répertoriés à l'inventaire des monuments historiques  :
- un maître-autel en marbre (XVIIe siècle), classé[4] ;
- une cloche de bronze, provenant de la collégiale de La Guerche, classée[5] ;
- un retable (1704), classé[6] ;
- un ensemble de statues, inscrit[7] ;
- un ensemble d’autels et retables (1704), inscrit[8] ;
- un confessionnal (XIXe siècle), inscrit[9] ;
- une croix (XVIIe siècle), inscrite[10] ;
- deux calices (XIXe siècle), inscrits[11],[12] ;
- deux ciboires (XIXe siècle), inscrits[13],[14] ;
- une paire de chandeliers ({{s-[XVIII}}), inscrits[15] ;
- un ostensoir, inscrit[16].